# Shandong Luneng Taishan FC
Shandong Luneng Taishan FC  (förenklad kinesiska: 山东鲁能泰山; traditionell kinesiska:山東魯能泰山 pinyin: Shāndōng Lǔnéng Tàishān), är en professionell kinesisk fotbollsklubb från Jinan, Shandong. Klubben spelar för närvarande i Chinese Super League och spelar sina hemmamatcher på Jinan Olympic Sports Center Stadium, med en kapacitet på 56 808 åskådare.
Klubbens föregångare hette Shandong Provincial team och grundades i april 1956, i december 1993 omorganiserades klubben och bytte namn. Klubben blev kinesiska ligamästare för första gången säsongen  1999 och har totalt blivit kinesiska mästare 4 gånger vilket gör klubben till en av de mest framgångsrika kinesiska fotbollsklubbarna.